# Calci monophosphide
Calci monophosphua là hợp chất vô cơ với công thức CaP. Thuật ngữ "calci phosphua" cũng mô tả thành phần Ca3P2, còn được gọi là calci phosphua. CaP và Ca3P2 là những chất hoàn toàn khác nhau. CaP có màu đen, Ca3P2 có màu nâu đỏ. Muối monophosphua phân hủy thành Ca3P2 ở khoảng 600 °C.
3 CaP   →   Ca3P2  +  1/4 P4

## Cấu trúc và tính chất
Cấu trúc của CaP và natri peroxide (Na2O2) rất giống nhau. Chất rắn được mô tả như một muối: (Ca2+)2P24−, hoặc Ca2P2. Kể từ khi liên kết là ion, các trung tâm diphosphua mang điện tích âm và dễ dàng nhận proton. Khi thủy phân hợp chất này sẽ giải phóng diphosphine (P2H4):
Ca2P2  +  4 H2O   →   2 Ca(OH)2  +  P2H4